# 涼木もも香
涼木 もも香（すずき ももか、1976年8月8日 - ）は、日本の元AV女優。

## 作品

### アダルトビデオ（オリジナル作品）
涼木もも香名義
- 早熟ピーチ ヴィーナス誕生（1997年9月18日、ヴィーナス）
- 貴方にもも想い 二十歳のヴィーナス（1997年10月23日、ヴィーナス）
- ヴィーナス変身 コスプレイヤーもも香（1997年11月27日、ヴィーナス）
- 仮面のヴィーナス 私の素顔みてください（1998年1月15日、ヴィーナス）
- もも尻女教師 とんでる一日（1998年3月5日、ヴィーナス）
- スーパー制服アイドル もも香（1998年4月9日、ヴィーナス）
- スペシャルボディトーク 蜜の味（1998年5月21日、ヴィーナス）
- 誘惑のラビリンス（1998年7月2日、ヴィーナス）
- SEXY! もも香ランド すべて魅せます（1998年8月6日、ヴィーナス）

### アダルトビデオ（主な編集作品）
涼木もも香名義
- Crystal Platina Collection（2000年6月30日、MMC企画）「早熟ピーチ」「貴方にもも想い」「ヴィーナス変身」収録
- Crystal Platina Collection Vol.2（2001年3月30日、MMC企画）「仮面のヴィーナス」「もも尻女教師」「スーパー〜」収録

| スタブアイコン | サブスタブ | この項目は、まだ閲覧者の調べものの参照としては役立たない、性風俗関係者に関連した書きかけの項目です。この項目を加筆・訂正などしてくださる協力者を求めています（P:性/PJ:性）。 |